# نورثامبتون
نورثامبتون هي مدينة سوق وأبرشية مدنية في منطقة ميدلاند الشرقية بإنجلترا. تقع على نهر نيني [الإنجليزية] على بعد 60 ميلاً (97 كم) شمال غرب لندن و 50 ميلاً (80 كم) جنوب شرق برمنغهام. وبصفتها بلدة مقاطعة نورثامبتونشير تعد نورثهامبتون أكبر مستوطنة داخل السلطة الوحدوية في شرق نورثهامبتونشاير. نورثهامبتون هي واحدة من أكبر المدن (على عكس المدن) في إنجلترا، بلغ عدد سكانها 212,100 وفقًا لتعداد عام 2011 (225,100 وفقًا لتقديرات عام 2018).

## التاريخ
ظل موقع المدينة آهل بالسكان خلال عصور البرونز والرومان والأنجل والسكسون، وبرزت أهميتها مع تشييد قلعة نورثامبتون التي كانت من قصور الأسرة الحاكمة واستضافت جلسات البرلمان بانتظام. وفي العصور الوسطى تعددت في نورثامبتون الكنائس والأديرة وتأسست جامعة نورثامبتون، كلها داخل إطار أسوار المدينة. منحها وثيقة بلدية ريتشارد الأول ملك إنجلترا سنة 1189م وعيّن أول رئيس للبلدية جون ملك إنجلترا سنة 1215م. وقد شهدت المدينة في تلك الحقبة معركتين، أولهم سنة 1264م والثانية سنة 1460م.

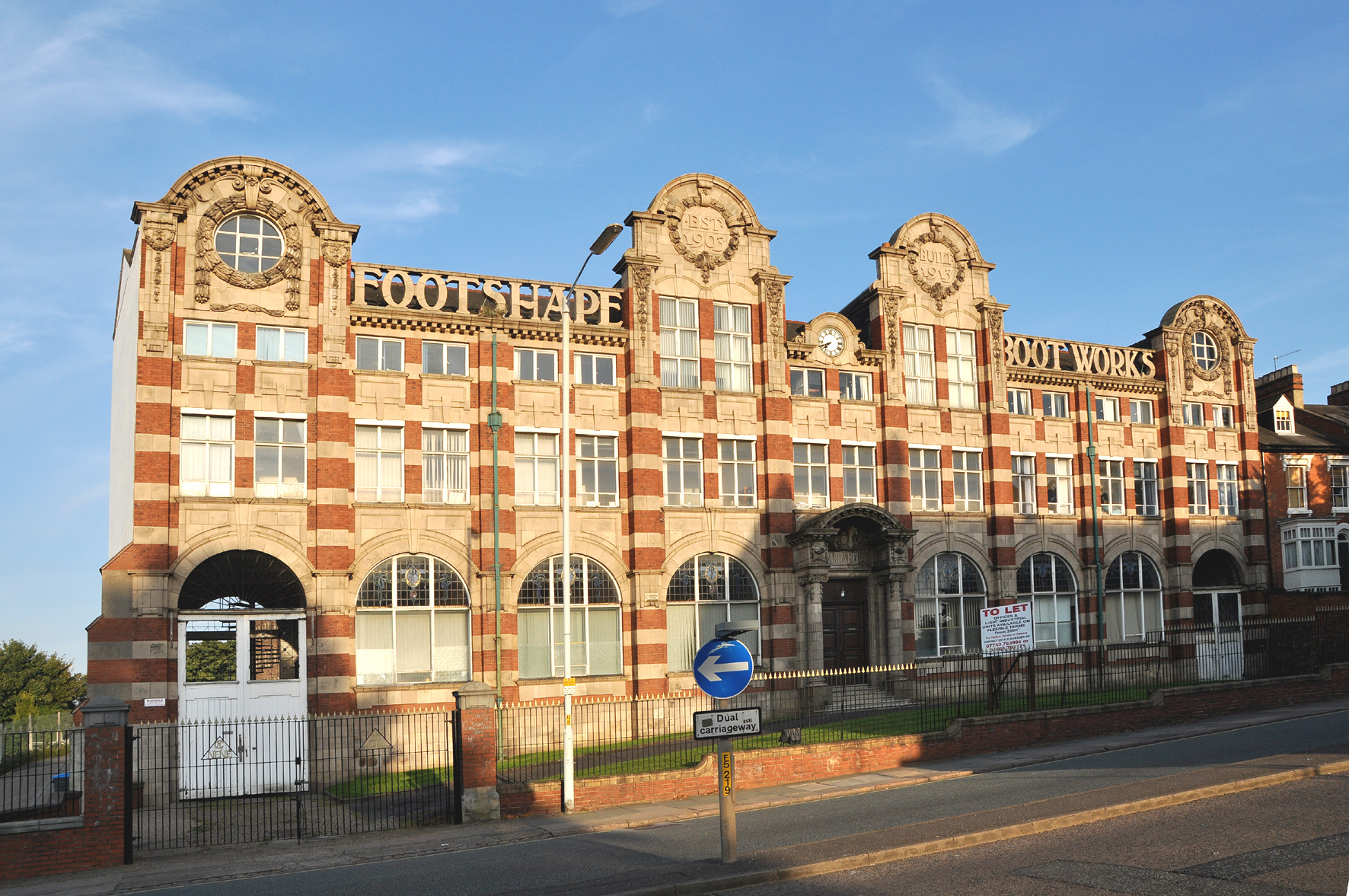
مصنع جزَم.
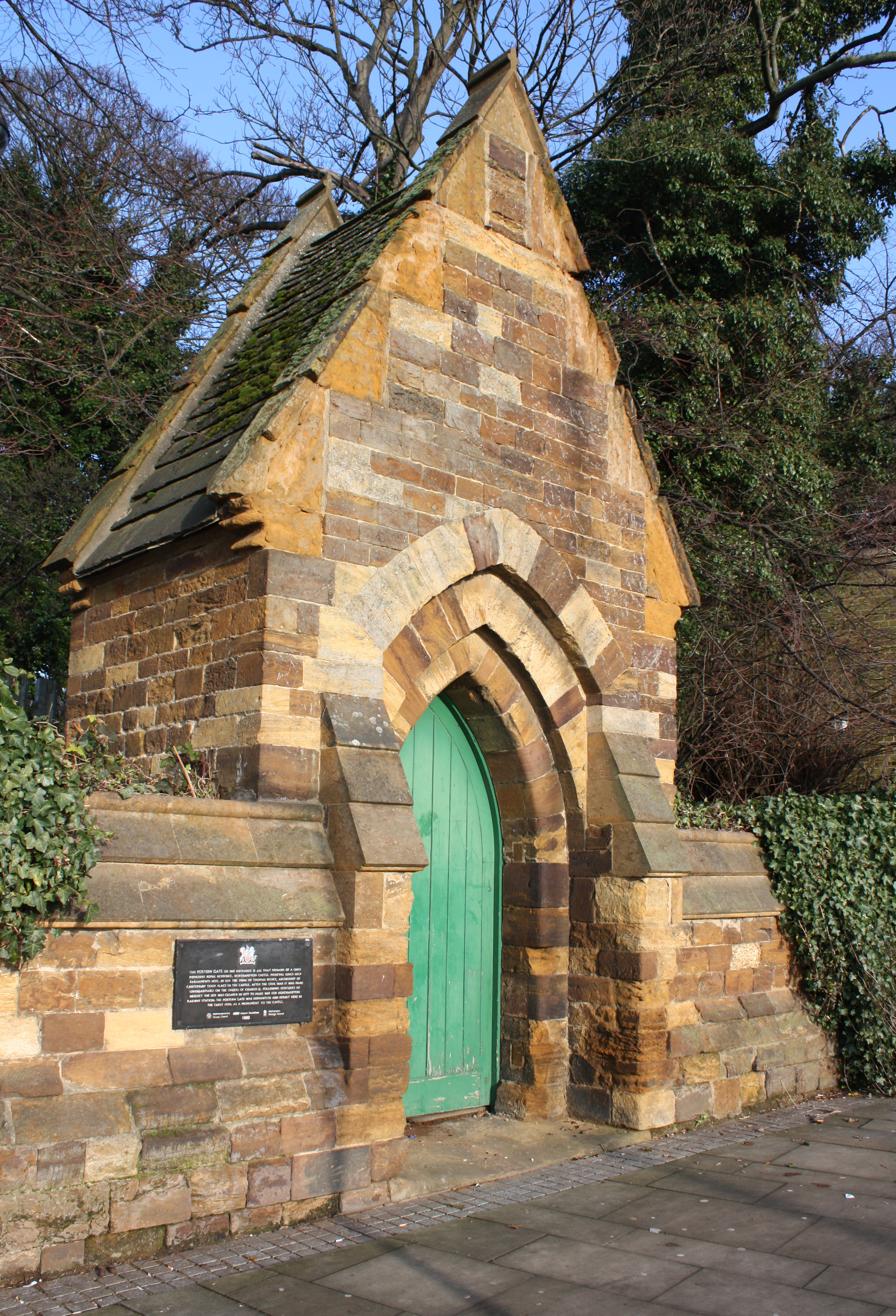
بوابة القلعة
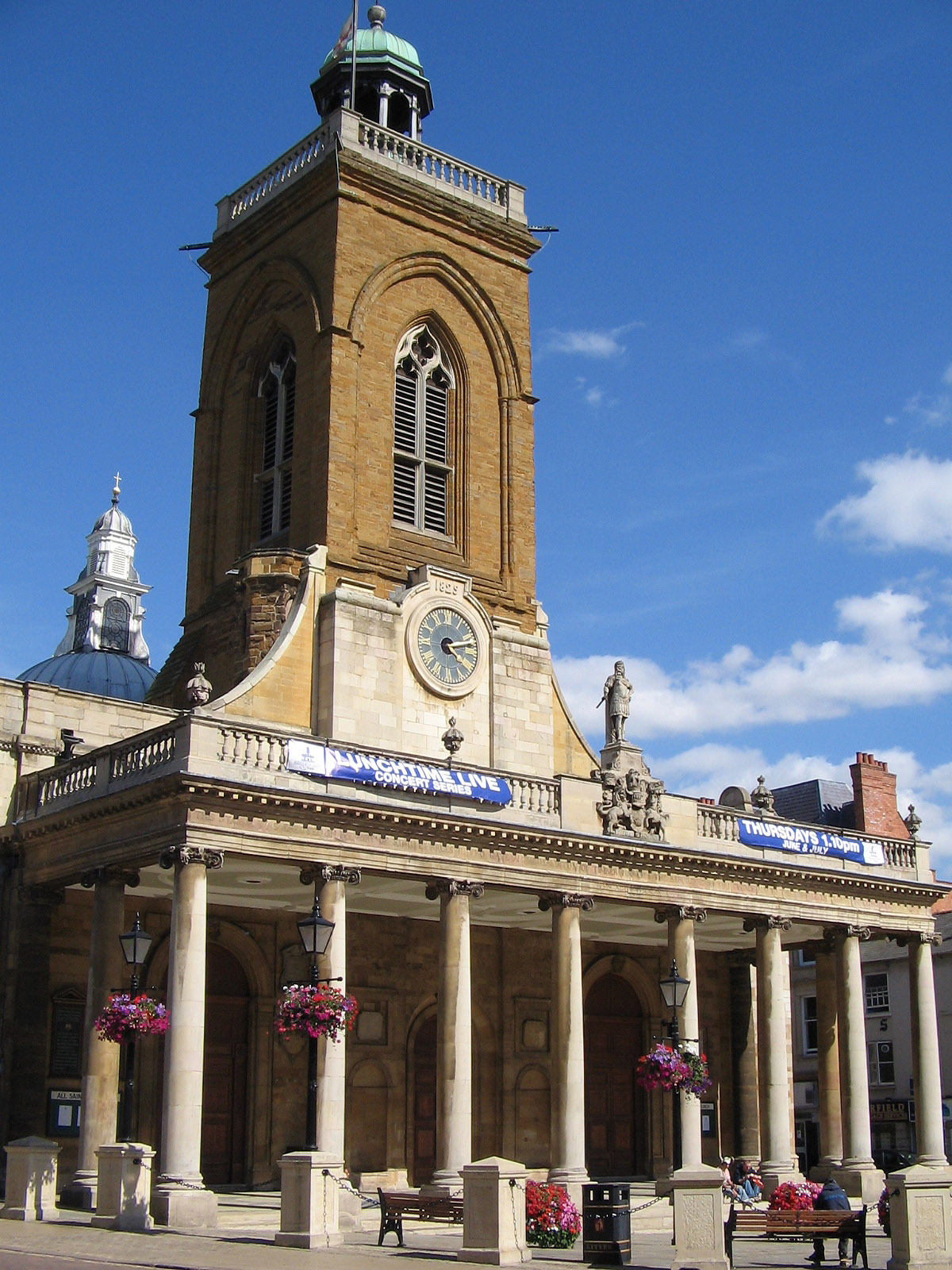
كنيسة كل القديسين

اندثرت روابط المدينة بالأسرة الحاكمة مع بدايات الحقبة الحديثة، فأيدت البلدة البرلمان في الحرب الأهلية الإنجليزية، ما أدى إلى أمر تشارلز الثاني ملك إنجلترا بتدمير أسوار المدينة ومعظم القلعة. وقد عانت المدينة أيضا حريقا هائلا سنة 1675م دمر معظمها. ثم سرعان ما أعيد إنشائها فنمت مع التطور الواسع الذي صحب الثورة الصناعية في القرن الثامن عشر الميلادي. واستمرت في النمو مع إنشاء قناة الاتحاد العظيم [الإنجليزية] (الواصل بين لندن وبرمنغهام) ثم إنشاء سكك حديد بريطانيا في القرن التاسع والعشرين الميلادي، لتصبح مركزا صناعيا هاما في مجال الأحذية والجلود.

## توأمة
لنورثامبتون اتفاقيات توأمة مع كل من:
- ماربورغ
- إنديانابوليس
- بواتييه

## أعلام
- فرنسيس كريك
- ألان وكر
- مارك هادون
- هارولد قدم الأرنب
- مايكل بولاني
- بوب أندرسون
- آلان مور
- تيم بيجوت-سميث
- همفري ستافورد
- ويليام سميث
- جيروم كلابكا جيروم

## طالع أيضًا
- نادي نورثامبتون تاون